# Nemezy
Nemezy, Nemezjusz – imię męskie pochodzenia greckiego Nemésios. Wywodzi się od słowa némesis, oznaczającego "przydzielenie tego, co się komu należy", które stało się w mitologii nazwą uosobienia sprawiedliwości (Nemezis). Istnieje kilku świętych patronów tego imienia. 
Żeński  odpowiednik: Nemezja.
Nemezjusz i Nemezy imieniny obchodzi 18 lipca, 1 sierpnia i 19 grudnia.
Zobacz też:
- Nemezjan